# Шато-Гайар (Эн)
Шато́-Гайа́р (фр. Château-Gaillard) — коммуна во Франции, находится в регионе Рона — Альпы. Департамент коммуны — Эн. Входит в состав кантона Амберьё-ан-Бюже. Округ коммуны — Белле.
Код коммуны — 01089.

## Население
Население коммуны на 2010 год составляло 1818 человек.
| 1962 | 1968 | 1975 | 1982 | 1990 | 1999 | 2010 |
| ---- | ---- | ---- | ---- | ---- | ---- | ---- |
| 428  | 439  | 698  | 832  | 1027 | 1370 | 1818 |